# Kid Pascualito
Valentín Galeano (Paraguarí, 16 de diciembre de 1941-Asunción, 13 de mayo de 2006), más conocido por su seudónimo Kid Pascualito, fue un boxeador paraguayo, considerado como el máximo referente del boxeo de su país. A lo largo de toda su carrera totalizó 133 combates, de los cuales ganó 86 (60 por medio del nocaut), empató 20 y perdió 27, combatiendo 977 asaltos. Fue campeón sudamericano en la categoría peso gallo en 1966 y en la categoría peso pluma en 1973.

## Trayectoria
Comenzó a practicar boxeo durante su adolescencia, adquiriendo el apodo de «Kid Pascualito» porque imitaba el estilo de Pascual Pérez.
Sus primeros combates profesionales fueron en Argentina en 1957. Posteriormente regresó a su país y en 1959 se consagró campeón nacional del peso gallo al vencer a Wilde Mendoza. Obtuvo una enorme popularidad en su país, habitualmente llenando de espectadores el Estadio Comuneros cuando peleaba.
El 11 de junio de 1966 se coronó campeón sudamericano de peso gallo de la Asociación Mundial de Boxeo, tras vencer al brasileño Waldemiro Pinto, quien previamente lo había derrotado dos veces. Defendió exitosamente su título en cinco oportunidades, antes de cambiarse a la categoría peso pluma.
Fue campeón sudamericano de peso pluma de la Asociación Mundial de Boxeo en abril de 1974, al vencer en un enfrentamiento al argentino José Smecca. Aunque defendió exitosamente su título en los años siguientes, finalmente el 12 de mayo de 1976 fue derrotado por el chileno Raúl Astorga, en lo que sería su última pelea como boxeador profesional.

## Vida tras el retiro
Afectado por el alcoholismo, Galeano cayó en la indigencia, siendo olvidado por aquellos que una vez lo habían admirado. A raíz de ello, sus amigos promovieron una exitosa campaña para que el Congreso de Paraguay le otorgue una pensión graciable de $156 (₲1.000.000).
En sus últimos tres años de vida trabajó como portero en el edificio del Servicio Nacional de Promoción Profesional (SNPP); confesaba estar feliz con su nuevo trabajo, ya que contaba con muchos compañeros con quienes compartía anécdotas de su época como boxeador.
Falleció el sábado 13 de mayo de 2006 en el Hospital de Clínicas de la ciudad de Asunción como víctima de una cirrosis hepática a sus 64 años. Llevaba unos 25 años luchando contra el alcoholismo. Fue sepultado en el Cementerio Municipal de Paraguarí, para guardar descanso eterno al lado de su madre, quien nunca lo abandonó en ninguna pelea.